# Войтовка-1
Во́йтовка-1 (бел. Во́йтаўка 1) — деревня в составе Станьковского сельсовета Дзержинского района Минской области. Находится в 3-х километрах от Дзержинска, 45-и километрах от Минска в 3-х километрах от железнодорожной станции Койданово.

## История
Известна с начала XX века. Находилась в составе Койдановской волости Минского уезда, насчитывалось 13 дворов, 83 жителя. С 9 марта 1918 года в составе провозглашённой Белорусской Народной Республики, однако фактически находилась под контролем германской военной администрации. С 1 января 1919 года в составе Советской Социалистической Республики Белоруссия, а с 27 февраля того же года в составе Литовско-Белорусской ССР, летом 1919 года деревня была занята польскими войсками, после подписания рижского мира — в составе Белорусской ССР.
В годы коллективизации был создан колхоз. С 28 июня 1941 года по 7 июля 1944 года под немецко-фашистской оккупацией. На фронте погибли 6 жителей деревни.
30 октября 2009 года деревня передана из ликвидированного Ляховичского в Станьковский сельсовет. С 2009 года в составе СПК «Крутогорье—Петковичи».

## Население
| Численность населения (по годам) | Численность населения (по годам) | Численность населения (по годам) | Численность населения (по годам) | Численность населения (по годам) | Численность населения (по годам) | Численность населения (по годам) | Численность населения (по годам) |
| 1917                             | 1926                             | 1960                             | 1991                             | 1999                             | 2004                             | 2009                             | 2010                             |
| -------------------------------- | -------------------------------- | -------------------------------- | -------------------------------- | -------------------------------- | -------------------------------- | -------------------------------- | -------------------------------- |
| 83                               | ↘34                              | ↗46                              | ↘9                               | ↘4                               | ↘3                               | ↘0                               | ↗3                               |
| 2017                             | 2018                             | 2020                             |                                  |                                  |                                  |                                  |                                  |
| ↗6                               | ↗8                               | ↘6                               |                                  |                                  |                                  |                                  |                                  |